# Didier Havet
 (juillet 2018).
Didier Havet est un tubiste et tromboniste basse français né le 9 mars 1964 à Lille.

## Biographie
Il est plusieurs fois membre de l’Orchestre national de jazz sous les directions de François Jeanneau, Antoine Hervé, Denis Badault et Paolo Damiani
Didier Havet a, depuis ses débuts en 1986, joué notamment dans le Martial Solal Dodecaband Plays Ellington, le Mingus Big Band, Claude Barthélémy, Ivan Jullien, Laurent Cugny, Archie Shepp, Lester Bowie, Michel Legrand, Vladimir Cosma, l’Orchestre de la Lune, le Pandémonium de François Jeanneau et Manu Dibango.[réf. nécessaire]
Il est membre aujourd’hui[Quand ?] du projet d’Hugh Coltman « american song book », du big band Charlier-Sourisse, de l'ensemble Ping Machine dirigé par Frédéric Maurin, de l’Orchestre de la Lune etc.
Il est également régulièrement sollicité pour participer à des accompagnements de musiques variétés avec des artistes comme Les Vieilles Canailles, Bénabar, Arthur H, Julien Clerc, Véronique Sanson, Calogero etc.[réf. nécessaire]